# トライデント (潜水艦)
|          |                                                         |
| 艦歴     |                                                         |
| 発注:    |                                                         |
| 起工:    | 1937年1月12日 キャメル・レアード社にて                  |
| 進水:    | 1938年12月7日                                           |
| 就役:    | 1939年9月1日                                            |
| 退役:    |                                                         |
| その後:  | 1946年2月17日にスクラップとして売却                     |
| 除籍:    |                                                         |
| 性能諸元 |                                                         |
| 排水量:  | 水上：1,090 t、水中：1,575 t                            |
| 全長:    | 275 ft                                                  |
| 全幅:    | 26 ft 6 in (7.77 m)                                     |
| 吃水:    | 12 ft 9 in (3.89 m)                                     |
| 機関:    |                                                         |
| 最大速:  | 水上：15.25 ノット (28.7 km/h) 水中：9 ノット (20 km/h) |
| 兵員:    | 59名                                                    |
| 兵装:    |                                                         |

トライデント (HMS Trident, N52) はイギリス海軍の潜水艦。T級。

## 艦歴
1936年11月6日発注。1937年1月12日起工。1938年12月7日進水。1939年10月1日就役。
1939年11月下旬、「トライデント」はドイツ戦艦「シャルンホルスト」、「グナイゼナウ」による仮装巡洋艦「ラワルピンディ」撃沈を受けてノルウェー沖に配置された。11月23日にロサイスより出撃した「トライデント」はドイツ戦艦と遭遇することはなかったが、12月5日に潜水艦を発見。攻撃しようとしたところ、その潜水艦は発光信号を発した。それは判読できなかったが、味方潜水艦であろうと判断され、その後誰何に対して正しく応答がなされて「サンフィッシュ」であることが判明した。12月8日、ロサイスに帰投。
12月27日、「トライデント」はコラ湾北方へ向けてロサイスより出航した。これは冬季の北方での潜水艦の活動の可否を決めるためのものであり、1940年1月12日にロサイスに帰投した後、艦長Gouldは肯定的な報告をした。
3月25日、ロサイスより出撃。4月8日、ラルヴィク南のSvenner Lighthouse沖で、航空機燃料を積んでStavanger-Sola airfieldへ向かっていたドイツのタンカー「Stedingen」（8036トン）を発見した。「トライデント」が発砲するとタンカー乗員は船を放棄。「トライデント」は船長他1名を捕え、「Stedingen」を魚雷1本で始末した。

1942年2月23日、ノルウェー沖でドイツ重巡洋艦「プリンツ・オイゲン」と「アドミラル・シェーア」に対して7本の魚雷を発射し、1本を「プリンツ・オイゲン」に命中させた。
1943年、「トライデント」は地中海に送られた。そこで「トライデント」は5隻の帆船を沈め、イタリア商船1隻とドイツ哨戒艇1隻を損傷させた。
地中海にはあまり長くは居ず、次に「トライデント」は太平洋に送られた。そこでは2隻の日本船を沈めた。また、日本の練習巡洋艦「香椎」を雷撃したが、1本も命中しなかった。
「トライデント」は大戦を生き延び、戦後の1946年2月17日にスクラップとして売却された。